# ماهونی
ماهونی یا ماهوگانی یک رنگ قهوه‌ای مایل به قرمز است. این رنگ تقریباً شبیه چوب ماهوگانی است. در هر حال، رنگ خود این چوب هم مانند سایر چوب‌ها، در تمام نقاط یه یک رنگ نیست.
نخستین استفاده از کلمه ماهوگانی بعنوان یک رنگ در زبان انگلیسی مربوط به سال ۱۷۳۷ است.

## گوناگونی ماهوگانی

### ماهوگانی قرمز
ماهوگانی قرمز همانند رنگی به نام ماهوگانی در مداد شمعی‌های شرکت کرایولا است. این رنگ در سال ۱۹۴۹ توسط کرایولا ایجاد شد.
اولین استفاده از ماهوگانی قرمز بعنوان یک رنگ در زبان انگلیسی مربوط به سال ۱۸۴۳ است.